# Шералиев, Жоро
Жоро́ Шерали́ев (кирг. Жоро Шералиев; август 1916 год, село Бука-Бакшы — 19 июня 2017) — хлопковод, бригадир совхоза «Кызыл-Джар» Ленинского района Ошской области Киргизской ССР. Герой Социалистического Труда (1973). Депутат Верховного Совета Киргизской ССР.

## Биография
Родился в 1916 году в крестьянской семье в селе Булак-Баши (ныне — Кулундинский аильный округ, Лейлекский район, Баткенская область).
С 1930 года трудился в колхозе «Коммунизм» Жанажолского района.
Участвовал в Великой Отечественной войне.
После демобилизации возвратился в Киргизию, где продолжил работать в колхозе «Коммунизм» Жанаколского района. С 1951 года — хлопковод в колхозе «Кызыл-Джар» Ленинского района. С 1956 года возглавлял бригаду хлопководов. В 1959 году вступил в КПСС.
В 1972 году бригада Жоро Шералиева собрала в среднем по 45 центнеров хлопка-сыпца с каждого гектара на участке площадью 28 гектаров. Указом Президиума Верховного Совета СССР от 10 декабря 1973 года удостоен звания Героя Социалистического Труда с вручением ордена Ленина и золотой медали «Серп и Молот».
Избирался депутатом Верховного Совета Киргизской ССР (1975—1980).
Вместе со своей женой Айтбубу вырастил и воспитал 9 детей.
Жил в родном селе, последнее время — у своего сына в областном центре городе Джалал-Абад.
Скончался 19 июня 2017 года.